# Chris Rea
Christopher Anton Rea (născut 4 martie, 1951) este un cântăreț și autor de melodii din Middlesbrough, Anglia, cunoscut pentru vocea sa groasă și aspră. Rea a vândut peste 30 de milioane de discuri la nivel mondial.

## Biografie

### Începutul carierei
Rea nu a cântat foarte mult pe scena muzicală din Middlesbrough nici solo, nici în vreo trupă locală. Totuși, sub îndrumarea unui patron de club local, John B. McCoy, a reușit să semneze un contract cu casa de discuri Magnet Records. Whatever Happened to Benny Santini? a fost albumul de debut al lui Rea, lansat în 1978. Primul single de pe album, Fool (If You Think It's Over) este cel mai mare hit al său din Statele Unite, ocupând locul 12 în Billboard Hot 100. Fool (If You Think It's Over) a fost nominalizată la premiile Grammy pentru categoria Cea mai bună melodie a anului, pierzând în fața melodiei Just the Way You Are a lui Billy Joel. Spre de deosebire de majoritatea single-urilor lui Rea, Fool... nu a intrat în topurile britanice în timpul primei sale lansări și a ajuns doar pe locul 30 când a fost relansat la sfârșitul anului 1978. Cântăreața britanică Elkie Brooks a avut succes cu melodia Fool... în 1981, când a ajuns cu melodia pe locul 17. De asemenea, a fost prima melodie difuzată de Radio Caroline, după o lungă perioadă în care nu a mai fost difuzată.
Numele albumului este o referire la numele de scena pe care Magnet Records intenționa să i-l dea lui Chris Rea, pentru a avea o rezonanță mai atractivă din punct de vedere comercial.
Albumul Whatever Happened to Benny Santini? a fost produs de Gus Dudgeon. Rea nu a fost mulțumit de mixajul final al albumului. Totuși, mai târziu și-a schimbat părerea, începând cu compilația sa greatest hits New Light Through Old Windows, care conținea o versiune reînregistrată a melodiei Fool.... Dudgeon a produs și următorul album al lui Rea, Deltics.

### Lovitura la nivel european
Rea a început să își concentreze atenția asupra Europei, lansând opt albume în anii 1980. Abia în 1985, cu albumul Shamrock Diaries și melodiile Stainsby Girls și Josephine, audiențele britanice au început sa îl observe. Pe 5 iulie 1986 Rea a cântat în fața a 95.000 de spectatori la Slane Castle, Irlanda, în deschiderea trupei Queen, concert din cadrul turneului Magic Tour al lor. Următoarele albume, On The Beach și Dancing With Strangers, au devenit mari hituri la nivel britanic înainte de compilația sa New Light Through Old Windows din 1988, care i-a adus succes lui Rea. 
Următorul său album avea să devină următoarea sa mare lovitură. The Road to Hell, lansat în 1989, a avut un succes masiv și a devenit primul său album numărul 1 în Regatul Unit. Totuși, acest succes nu a fost reflectat și în Statele Unite, unde a ocupat doar locul 107, în ciuda faptului că single-ul Texas a fost frecvent difuzat la radio. Următorul album, Auberge, a fost și el un hit la nivel european, ocupând locul 1 în Regatul Unit.

### DupăAuberge
După Auberge, Rea a lansat albumul God's Great Banana Skin, care a ocupat locul 4 în Regatul Unit. Albumul a însemnat o revenire a lui Rea la un gen apropiat de rock pe care l-a abordat pe albumul The Road to Hell iar single-ul Nothing to Fear a devenit încă un hit Top 20. Un an mai târziu, albumul Espresso Logic a ajuns în Top 10 iar Julia, inspirată după ceea de-a doua fiică a lui Rea, a devenit cel de-al 11-lea single Top 40. Datorită unei perioade cu probleme de sănătate, următorul său album a fost lansat abia în 1998.
In ciuda faptului că niciun single nu a fost lansat și a fost puțin promovat, albumul The Blue Cafe a ajuns în Top 10 în Regatul Unit, deși avea să devină ultimul album al lui Rea care să atingă această performanță. În 1999, la 10 ani după lansarea albumului The Road to Hell, Rea a lansat The Road to Hell: Part 2, care nu a fost deloc promovat și nu a ajuns în Top 40. Totuși, nu a însemnat decăderea lui Rea: în 2000 a lansat albumul King of the Beach, care a fost apreciat de critici și a ajuns în Top 30.

### Lupta cu pancreatita și revenirea la blues
După ce a fost diagnosticat cu pancreatită, Chris a făcut o operație în 2001, în urma căreia doctorii au prezis 50% șanse de supraviețuire. Rea și-a promis că dacă se va recupera, va reveni la rădăcinile sale blues. Lupta sa cu moartea a declanșat o schimbare completă în motivație și management muzical. Rezultatul a fost Blue Guitars, o colecție de 11 CD-uri cu 137 de piese de inspirație blues înregistrate în doar 18 luni, colecție completată de propriile sale picturi ca și coperți. Acest proiect este văzut de el ca fiind cea mai bună lucrare a sa de până acum. În 2002, Rea s-a întors la rădăcinile sale blues, lansând albumul Dancing Down the Stony Road, album înregistrat în Franța și Regatul Unit. Albumul a fost însoțit de un DVD cu același nume, care conținea un documentar despre realizarea acestui album și fragmente dintr-un concert din Cologne. Rea și-a înființat propria sa casă de discuri, Jazzee Blue, în 2003 pentru a se elibera de presiunea caselor de discuri și așteptările lor. De atunci a lansat albumele blues Blue Street (Five Guitars) (un album instrumental jazz-blues) și The Blue Jukebox (un alt album jazz-blues care a adus laude din partea criticilor). A lucrat și cu David Knopfler pe două albume: Wishbones (2001) și Ship of Dreams (2004).

### Blue Guitarsși retragerea
Chris Rea a lansat ultima sa colecție, Blue Guitars, în 2005. Conținând 11 CD-uri și un DVD (Dancing Down the Stony Road), albumul este testamentul lui Rea adus muzicii blues. Fiecare album conține compoziții proprii, interpretate într-un anumit subgen blues. Setul conține și o carte ce cuprinde reproduceri ale picturilor lui Rea. Acest album încheie ultimul capitol din cariera solo a lui Chris Rea, care nu intenționează să lanseze noi albume solo. A declarat că va continuă să lanseze albume cu câțiva dintre cântăreții săi preferați sub numele de The Memphis Fireflies. Un set dublu DVD și un set dublu CD separat au fost lansate în 2006, conținând selecții live din turneul de adio al lui Rea numit The Road to Hell & Back.

### Revenirea
În noiembrie 2007, Rea a anunțat un nou turneu și un nou album ce conține 38 de piese noi pe trei CD-uri și două vinil-uri. The Return of the Fabulous Hofner Blue Notes (o dedicație către chitara din anii 1960 cu același nume) a fost lansat în februarie 2008.
Lansarea albumului a fost urmată de un turneu european. Trupa a fost introdusă ca "The Delmonts featuring Chris Rea" și au cântat în diferite locații din Regatul Unit, inclusiv Royal Albert Hall din Londra. Concertele conțineau un amestec de melodii instrumentale de orientare blues, piese noi și câteva dintre hiturile sale.
În octombrie 2009, Rhino a lansat o nouă compilație "best of" pe două discuri. Still So Far To Go - The Best of Chris Rea conține câteva dintre cele mai cunoscute piese ale sale din ultimii 30 de ani, precum și melodii mai noi din perioada sa blues. Albumul a fost cel mai bine clasat al lui Rea după 15 ani, ajungând pe locul 8 și rămânând în Top 50 timp de 4 săptămâni.
Un nou album de studio este planificat pentru lansare in anul 2011.

## Discografie
- 1978 - Whatever Happened To Benny Santini?
- 1979 - Deltics
- 1980 - Tennis
- 1982 - Chris Rea
- 1983 - Water Sign
- 1984 - Wired to the Moon
- 1985 - Shamrock Diaries
- 1986 - On the Beach
- 1987 - Dancing With Strangers
- 1989 - The Road to Hell
- 1990 - Auberge
- 1992 - God's Great Banana Skin
- 1993 - Espresso Logic
- 1996 - La Passione
- 1998 - The Blue Cafe
- 1999 - The Road to Hell: Part 2
- 2000 - King of the Beach
- 2002 - Dancing Down the Stony Road / Stony Road
- 2003 - Blue Street (Five Guitars)
- 2003 - Hofner Blue Notes
- 2004 - The Blue Jukebox
- 2005 - Blue Guitars
- 2008 - The Return of the Fabulous Hofner Blue Notes
- 2009 - Still Got So Far to Go: The Best of Chris Rea
- 2011 - Santo Spirito Blues